# Rohdi Heintz
Rohdi Heintz, folkbokförd Rodhi Ragnar Richard Heintz, född 4 mars 1943 i Göteborg, död 20 juni 2014 i Västra Frölunda, var en svensk modeskapare.
Heintz studerade på Textilinstitutet i Borås och Konstindustriskolan i Göteborg. I Göteborg år 1963 fick han möjlighet att göra sin första kollektion för ett modehus. Han gjorde karriär som modedesigner inom tekoindustrin J.A. Wettergren & Co i Göteborg och gjorde flera framgångsrika kollektioner, bland annat olika trenchcoat-modeller. Han har kallats "Kungen av beige" och "Göteborgs svar på Yves Saint Laurent". Han blev också invald i Créateurs Industriels där just nämnde Yves Saint Laurent också var medlem.
1982 mottog han den första Guldknappen med motiveringen: "Rohdi Heintz har under en lång serie år visat att fantasirik design inte behöver vara en dagslända. Han har alltid legat steget före och haft förmågan att skapa kläder som förenar nytänkande design med stor användbarhet. I sina plagg för främst Dixi Coat, Dixi Man och B G Matsson demonstrerar han att även ytterplagg går att göra spännande och samtidigt tilltalande för en stor publik. Rohdi Heintz har med en strålande insats medverkat till att svensk design blivit ett begrepp utomlands och har genom sin infallsrikedom visat en väg som bör leda framåt även för svensk tekoindustri."
Rohdi Heintz väckte uppmärksamhet som modeskapare i hela världen under 1960-talet, då han var en av de första som intresserade sig för unisexmodet. Han arbetade för stora varu- och modehus som Macy's, Saks, Barneys och Bloomingdales. men även för Twilfit, Gulins och Jaeger och på 1980-talet för Björn Borg. I Finland arbetade han som modedesigner för Teiniasu och dess varumärke Dixi Coat och Turo Oy. 2012 medverkade han i den svenska versionen av tv-programmet Project Runway Sverige som mentor åt deltagarna.
Rohdi Heintz är begravd på Västra kyrkogården i Göteborg.

## Priser
- Allra första Guldknappen 1982.